# Acanthaeschna victoria
Acanthaeschna victoria là một loài chuồn chuồn ngô thuộc họ Aeshnidae. Đây là loài đặc hữu của Úc. Môi trường sống tự nhiên của chúng là vùng đầm lầy liên triều. Chúng hiện đang bị đe dọa vì mất môi trường sống.
A. victoria là loài duy nhất của chi Acanthaeschna.